# Gospodarski rat
Gospodarski rat označava ometanje ili prekid obskrba ekonomskim resursima protivničke ili neprijateljske strane. Može se voditi vojnim sredstvima, ili agresivnim politčkim mjerama s ciljem jačanjem vlastitog nacionalnog gospodarstva na račun drugih.
Gospodarski rat može biti i oblik gospodarskog spora između dviju ili više država u kojima obje strane pokušavaju steći prednosti kroz carine i trgovinske barijere za vlastito domaće gospodarstvo.
U današnje doba primjerice i industrijska špijunaža je sredstvo gospodarskih ratova. 

Gospodarski rat jakih država protiv slabijih se može voditi koristeći financijsku snagu velikih država i njihovih kompanija, banaka, kao i snagu međunarodnih organizacija, lobija, obavještajnih službi, pa i vojnih prijetnji i ucjena. Pri tome se koriste informacije dobivene iz svih izvora, na osnovu kojih se izrađuju strateški planovi za gospodarsko osvajanje.  Pri tome se koriste sve gospodarske slabosti napadnute države, kao i prednosti koje ima napadač.  

## Financijski rat
Financijski rat se može voditi protiv kompanija koje ne surađuju, ili protiv država. Neposlušne kompanije može se uništiti uz pomoć konkurentskih kompanija, ili ih se može otkupiti.  
Financijski rat protiv država može se voditi:
a) plasiranjem velike količine lažnih novčanica napadnute države; 
b) Izgradnjom financijskih kreditnih piramida, uz pomoć vlastitih agenata(financijskih diverzanata), zelenaških bankara, kriminalaca i korumpiranih lokalnih političara i ekonomskih stručnjaka(financijskih sabotera). Financijske organizacije koje nude velike kamate na uloge mogu izvršavati svoje obveze dok ulozi rastu. Kad usišu sav slobodni novčani kapital na tržištu, dolazi do domino efekta, tj.  istovremenog sloma svih ovakvih institucija.  
c)Investiranjem velike količine kapitala u bankarski sustav, ili na burze napadnute države moguće je dići cijene domaće valute ili dionica daleko iznad stvarne tržišne vrijednosti. Nakon ovakvog početnog rasta dolazi do daljnjeg ulaganja špekulativnog kapitala, koji ide tamo gdje dionice rastu. Rezultat je još veći rast cijene dionica i valuta. Tada, u odabranom trenutku, suradnici obavještajno sigurnosnih službi naglo povlače svoj kapital tako da prodaju domaću valutu i dionice. To dovodi do pada valute i dionica, zbog čega ostali financijski špekulanti po principu domino efekta povlače i svoj kapital. Rezultat je propast burze i vrlo velik pad cijene domaće valute.

## Inflacija kao oružje obavještajnih službi
Visoka inflacija može dovesti do raspada financijskog i bankarskog sustava, a raspad bankarskog sustava mogu izazvati i male brzorastuće banke u suradnji s obavještajnim službama matičnih država koje visokim kamatama otimaju štediše većim bankama. Ako emisijska banka na vrijeme ne reagira, a velike banke prihvate igru kamatama dolazi do naglog rasta kamatnih stopa na uloge. Kamate rastu na 5%; 10%; 20%; 30% i više mjesečno dok se ne isisa sav kapital s tržišta. Tada ovako izgrađena financijska piramida puca, ulagačima ulozi propadaju, pravni sustav se raspada, kriminalci ostvaruju zaradu, a strane sigurnosno obavještajne službe stječu mogućnost preuzimanja kontrole nad političkom kadrovskom politikom ucjenjujući političare koji su se nelegalno obogatili koristeći kamatare.  

## Deflacija kao oružje službi
Deflacija je pojava kada cijene padaju. To se događa kad emisiona banka vodi restriktivnu novčanu politiku, zbog čega dolazi do rasta kamata, naglog rasta štednje, smanjenja potražnje, smanjenja proizvodnje, otpuštanje zaposlenih, porasta nezaposlenosti koja uzrokuje dodatni pad potražnje, te nastanak privredne krize. Kako bi se deflacija prikrila, te kako emisiona banka ne bi reagirala povećanjem novčane mase i snižavanjem kamata obavještajne službe preko svojih lokalnih političkih poslušnika znaju navest monopolska poduzeća na naglo zapošljavanje nezaposlenih, kako bi im se povećali troškovi. Kako bi mogli podmiriti ti povećani troškovi monopolist naglo dižu cijene čime se namještaju statističke podatke o kretanju cijena. Na taj način statistika pokazuje prosječni rast cijena, iako većina tržišnih cijena pada. Zbog prosječnog rasta cijena emisiona banka dodatno zateže monetarnu politiku čime se kriza samo produbljuje.

## Međunarodne organizacije kao oružje sigurnosnih službi
Danas više međunaridnih organizacija potječe međunarodnu razmjenu.  Najveće takve organizacie su MMF, WB i WTO. Ove organizacije su osnovane s ciljem poticanja razvoja i razmjene, te smanjenja carina u trgovini među zemljama članicama. Ideja osnivača je bila da kupci u zemljama članicama dobiju što jeftinije proizvode, a da proizvođači, zahvaljujući većem tržištu, snize troškove proizvodnje i cijenu proizvoda. Rezultati su: povećanje međunarodne razmjene, olakšano osvajanje novih tržišta od strana velikih multinacionalnih kompanija, koncentracija sjedišta ovih kompanija u razvijenim zemljama i decentralizacija proizvodnje širom svijeta. Na ovaj način razvijene zemlje su svoje kompanije pretvorile u sredstvo posredne kolonizacije svijeta i uništenje sve lokalne industrije u koloniziranim državama, osim najjednostavnijih poslova proizvodnje sirovina, usluga i montaže. Ovo su uspjele zahvaljujući tome što je slobodna konkurencija među poduzećima koja posluju u članicama WTO -a samo privid. Multinacionalne kompanije razvijenih zemalja su, uz pomoć velikih međunarodnih banaka, uspjele pokupovati slabija poduzeća iz nerazvijenih država. U tome su im pomogli korumpirani domaći političari, nepostojanje kvalitetnih zakona o zaštiti interesa sitnih dioničara, zakona o preuzimanju, zakona o stečaju, zakona o zaštiti od međunarodnog dampinga. Veliku ulogu u ovom procesu odigrale su i obavještajne službe razvijenih zemalja. Pravodobnim dostavljanjem povjerljivih informacija o lokalnim poduzećima multinacionalne kompanije su znale koliko vrijede pojedina poduzeća i gdje su im slabosti, koga je moguće potkupiti i sl.

## Vanjske poveznice
Obavještajno sigurnosne službe,  autor Tihomir Čuljak  Arhivirana inačica izvorne stranice od 11. ožujka 2016. (Wayback Machine)